# Железнодорожный светофор

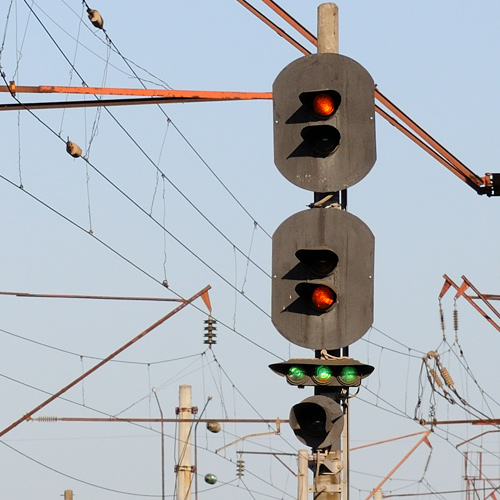
Входной светофор «советского образца» оборудованный светомаскировочными козырьками

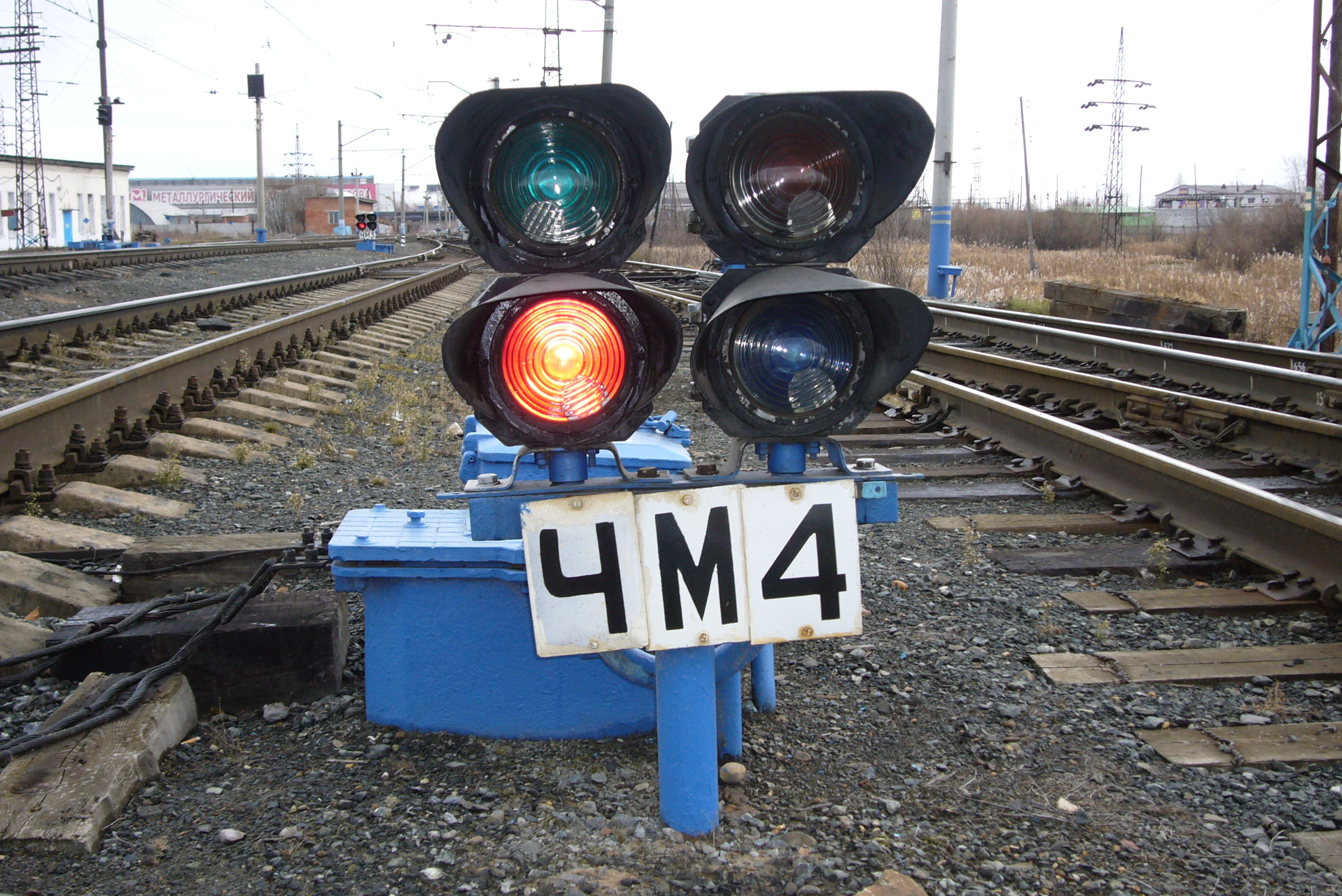
Карликовый маршрутный светофор в России

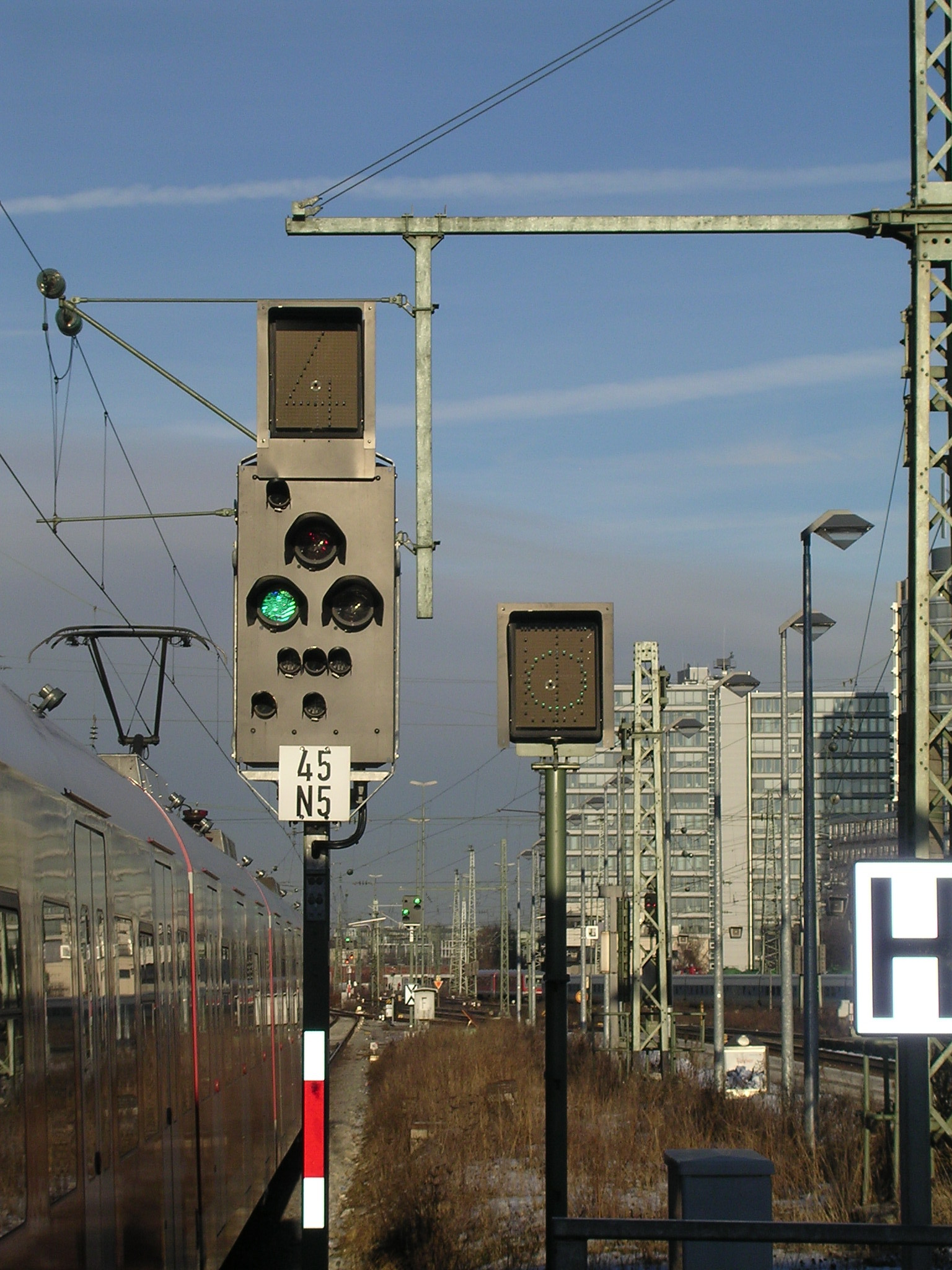
Железнодорожный светофор в Германии

Железнодорожный  светофор — устройство для видимой сигнализации на железных дорогах, подающее сигналы в любое время суток только светом огней (а именно, цветом, миганием, числом, расположением огней). Как правило, показание светофора предназначено для членов локомотивной бригады или для машиниста подвижного состава, а сам светофор, за исключением локомотивного светофора, является напольным устройством.
Железнодорожные светофоры предназначены для регулирования движения поездов, маневровых составов, а также регулирования скорости роспуска с сортировочной горки. Также светофоры или дополнительные световые указатели могут информировать машиниста о маршруте или как-либо ещё конкретизировать показание. В связи с общим сходством как по назначению, так и по конструкции, к железнодорожным можно относить и светофоры метрополитенов, и легкорельсового транспорта.
В этой статье рассматриваются общие характеристики и конструкция светофоров.
Об использовании светофоров в железнодорожной сигнализации на различных системах железных дорог, метро и другого внеуличного рельсового транспорта, системах сигнализации — см. Железнодорожная светофорная сигнализация.

## Особенности
По эксплуатационным свойствам основное отличие типичного железнодорожного светофора от большинства светофоров на автомобильных дорогах (уличных) — гораздо более узкая направленность основного луча (в постсоветском пространстве — обычно угол расхождения около 3°), поскольку в большинстве случаев показание светофора предназначено только для машиниста подвижного состава, находящегося на каком-то одном участке пути. Также отличие заключается в том, что однозначное восприятие показания светофора на железной дороге должно происходить на больших расстояниях — порядка 0,8-1,5 км, что практически исключает использование каких-либо фигур или силуэтов в пределах одного огня.
Как правило, в любой железнодорожной светофорной сигнализации в целом требуется достаточно много различных показаний, а количество возможных для применения цветов очень ограничено — как правило, от трёх до шести (причём шесть — уже на пределе возможностей человека по восприятию цветов в достаточно сложных условиях видимости), поэтому, как правило, использование только одного огня какого-либо цвета в масштабе всей системы сигнализации оказывается невозможным. На железных дорогах мира применяются светофоры, выражающие сигнал либо только взаимным расположением огней, либо только их цветом (и часто также миганием), либо как цветами, так и расположением, причём системы сигнализации могут быть как простыми, так и очень сложными для изучения и восприятия.
Например, на постсоветском пространстве, основное значение имеет цвет огней и мигание, а также определено их относительное взаимное положение; при этом все огни светофора, горящие одновременно, располагаются всегда на одной вертикальной линии.
Цвета, применяемые в светофорной сигнализации постсоветском пространстве, называются так: красный, жёлтый, зелёный, лунно-белый, синий. В системах, образовавшихся на базе французской, выделяют фиолетовый цвет; также в некоторых системах фактически жёлтый огонь называют оранжевым.

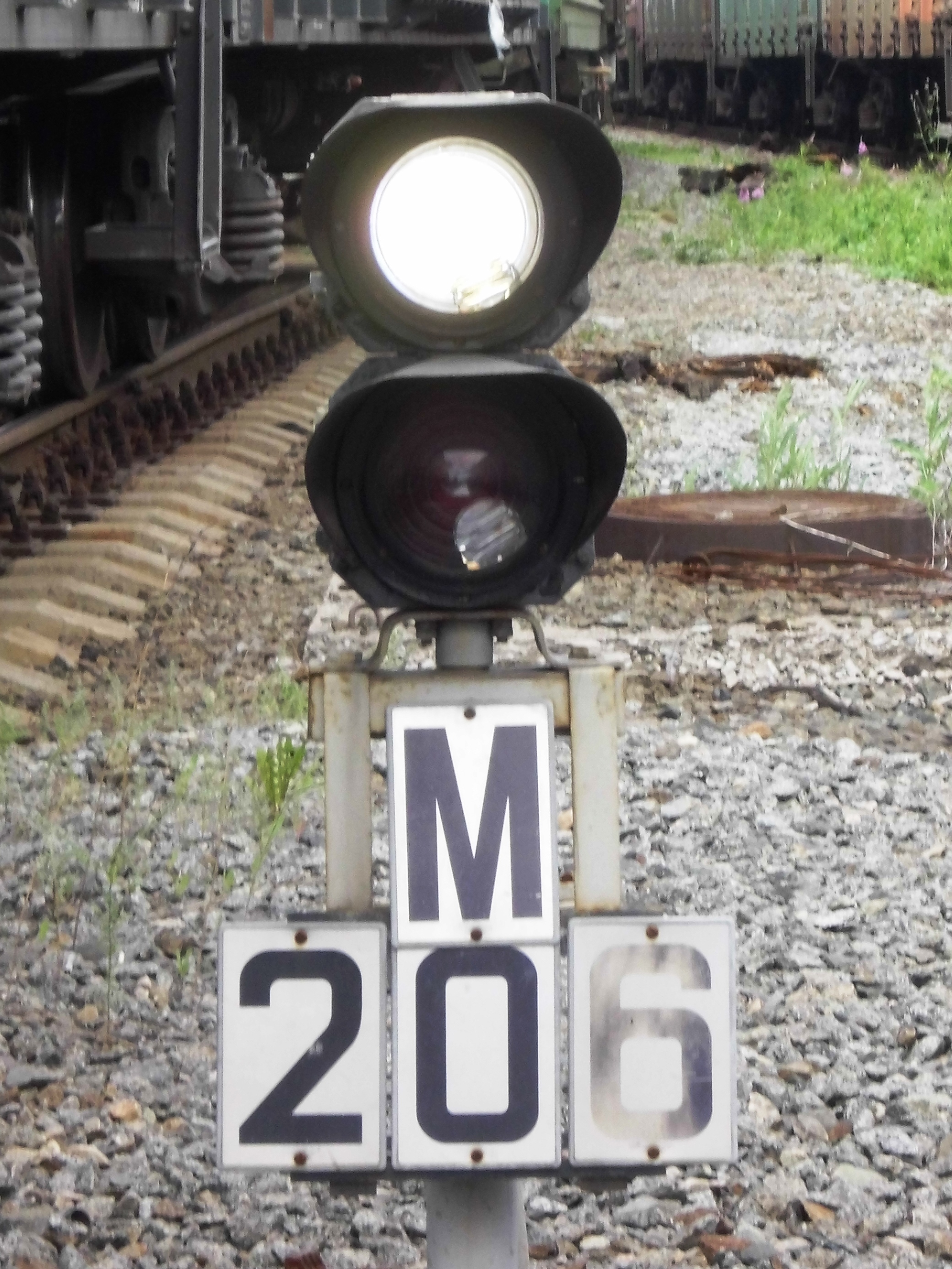
Маневровый светофор с включённым разрешающим маневровое движение лунно-белым сигналом
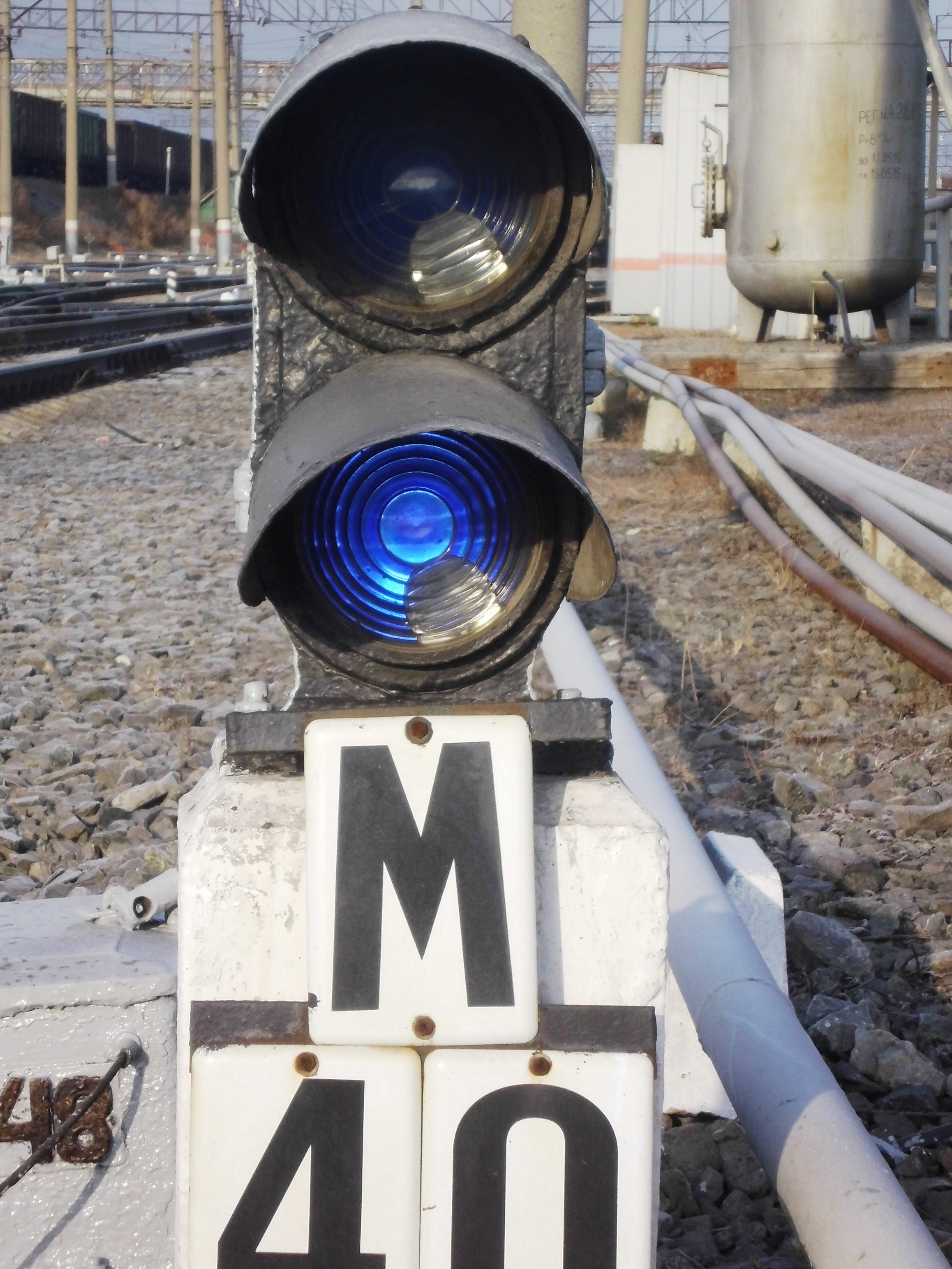
Маневровый светофор с включённым запрещающим маневровое движение синим сигналом
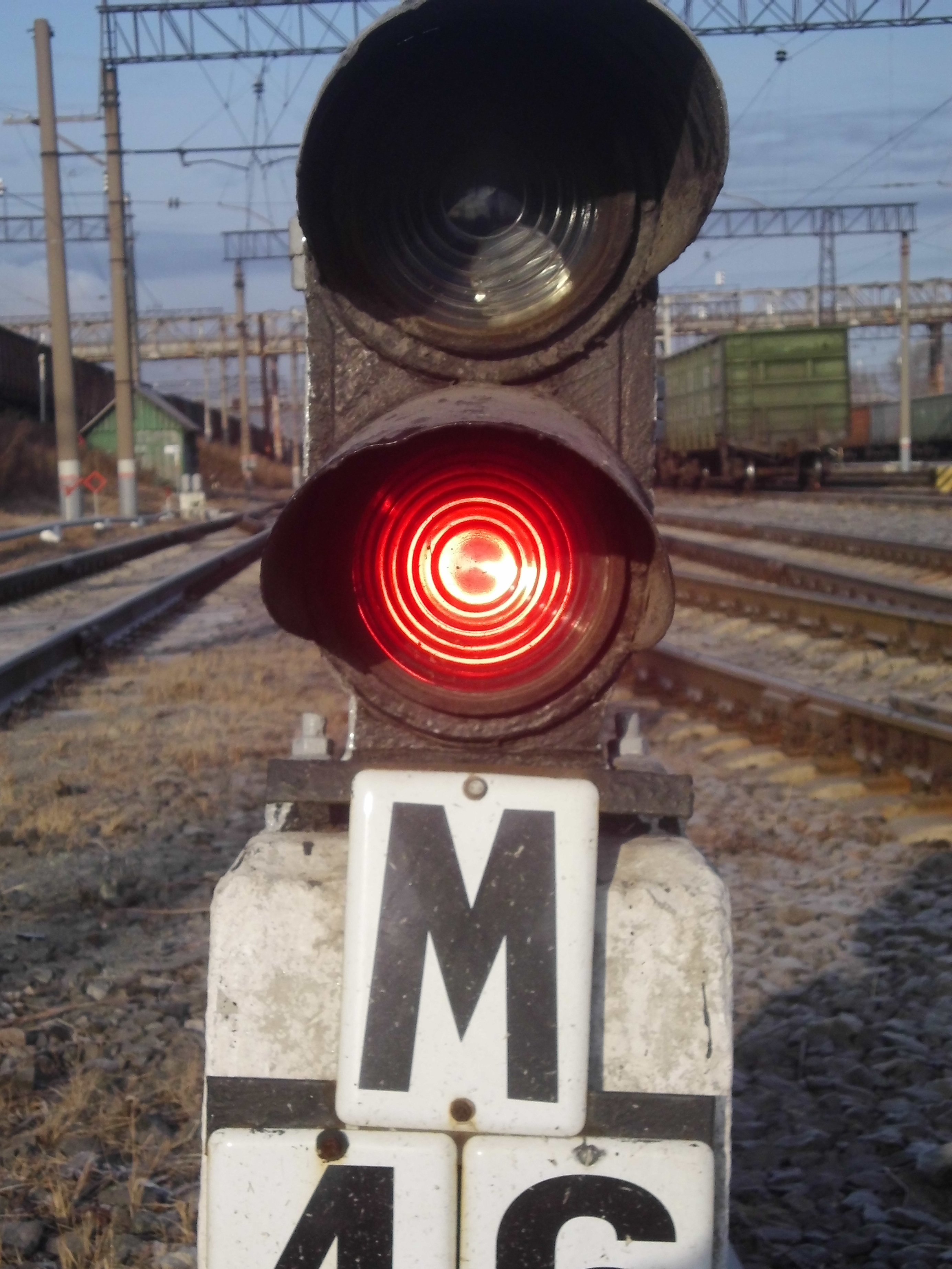
Маневровый светофор с включённым запрещающим маневровое движение красным сигналом
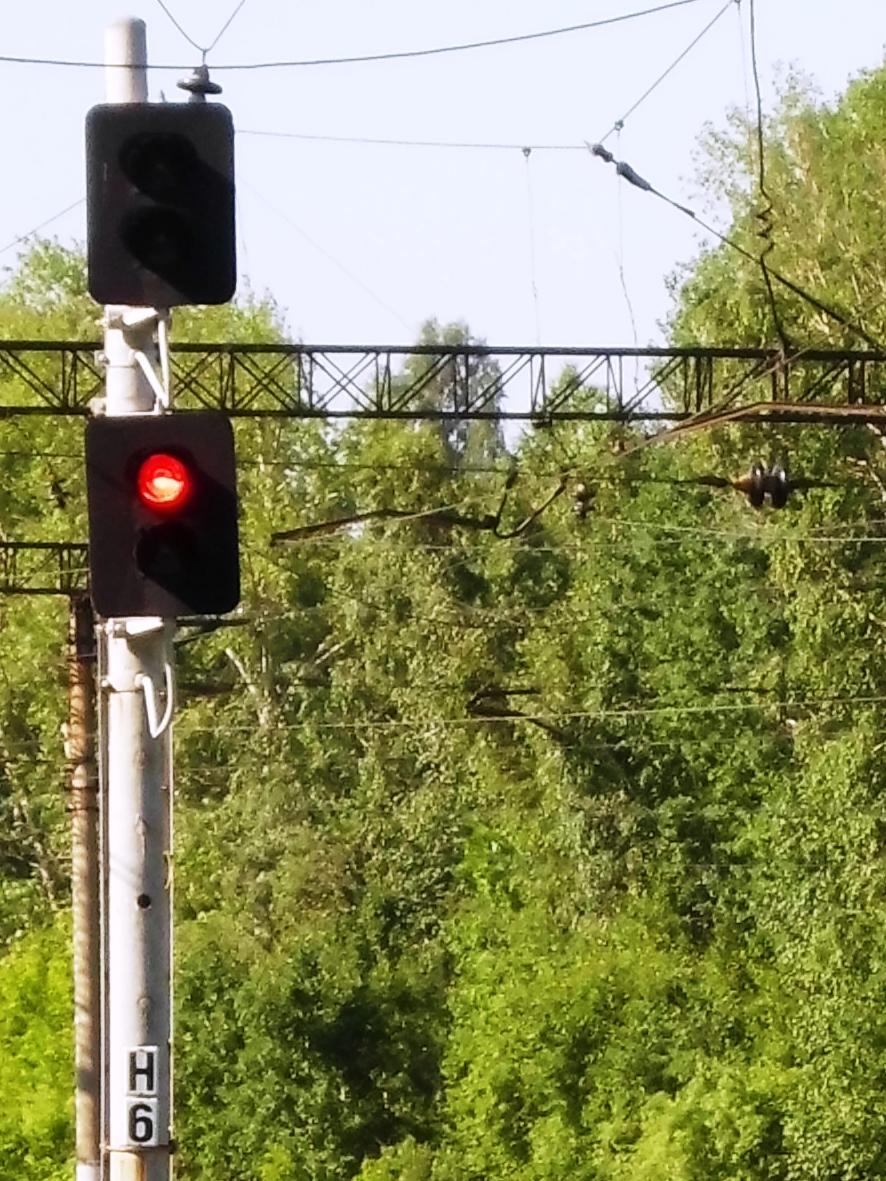
Выходной светофор нечётного направления с 6-го пути с включённым красным сигналом
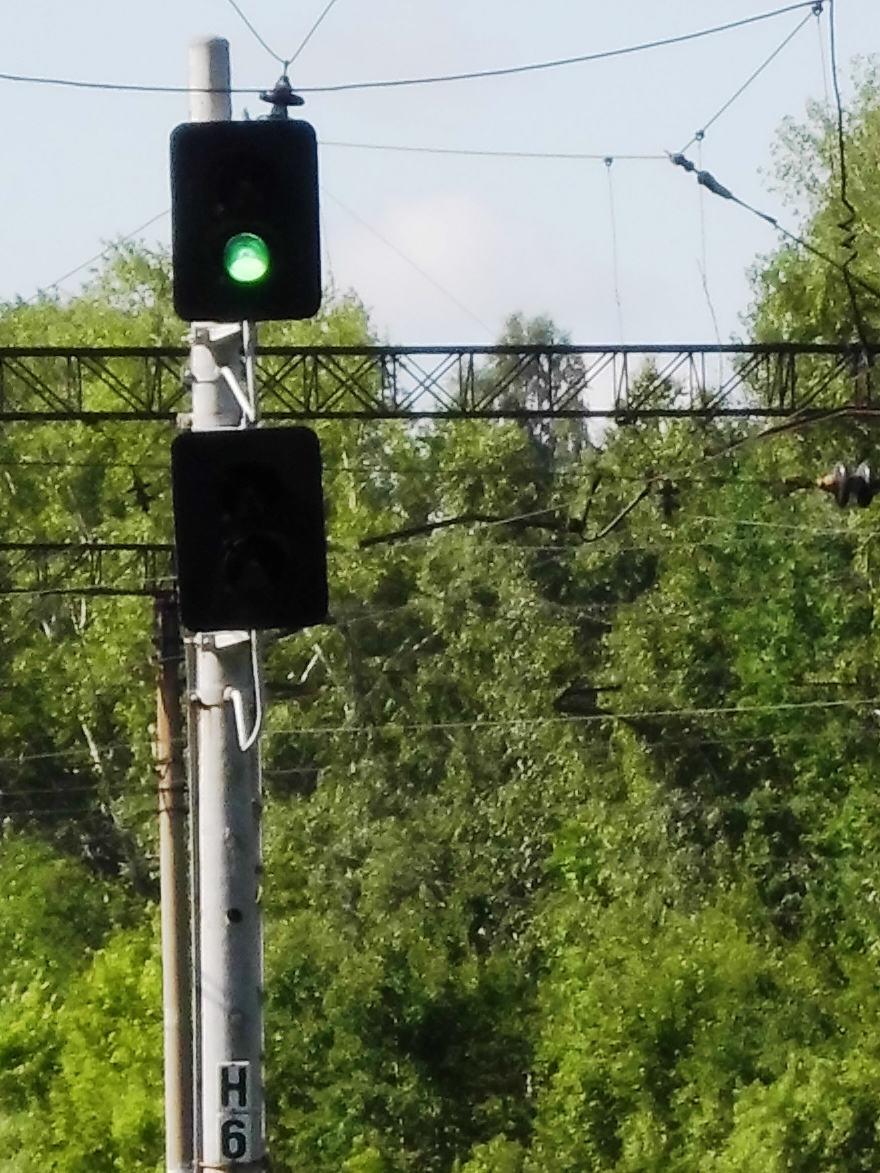
Выходной светофор нечётного направления с 6-го пути с включённым зелёным сигналом
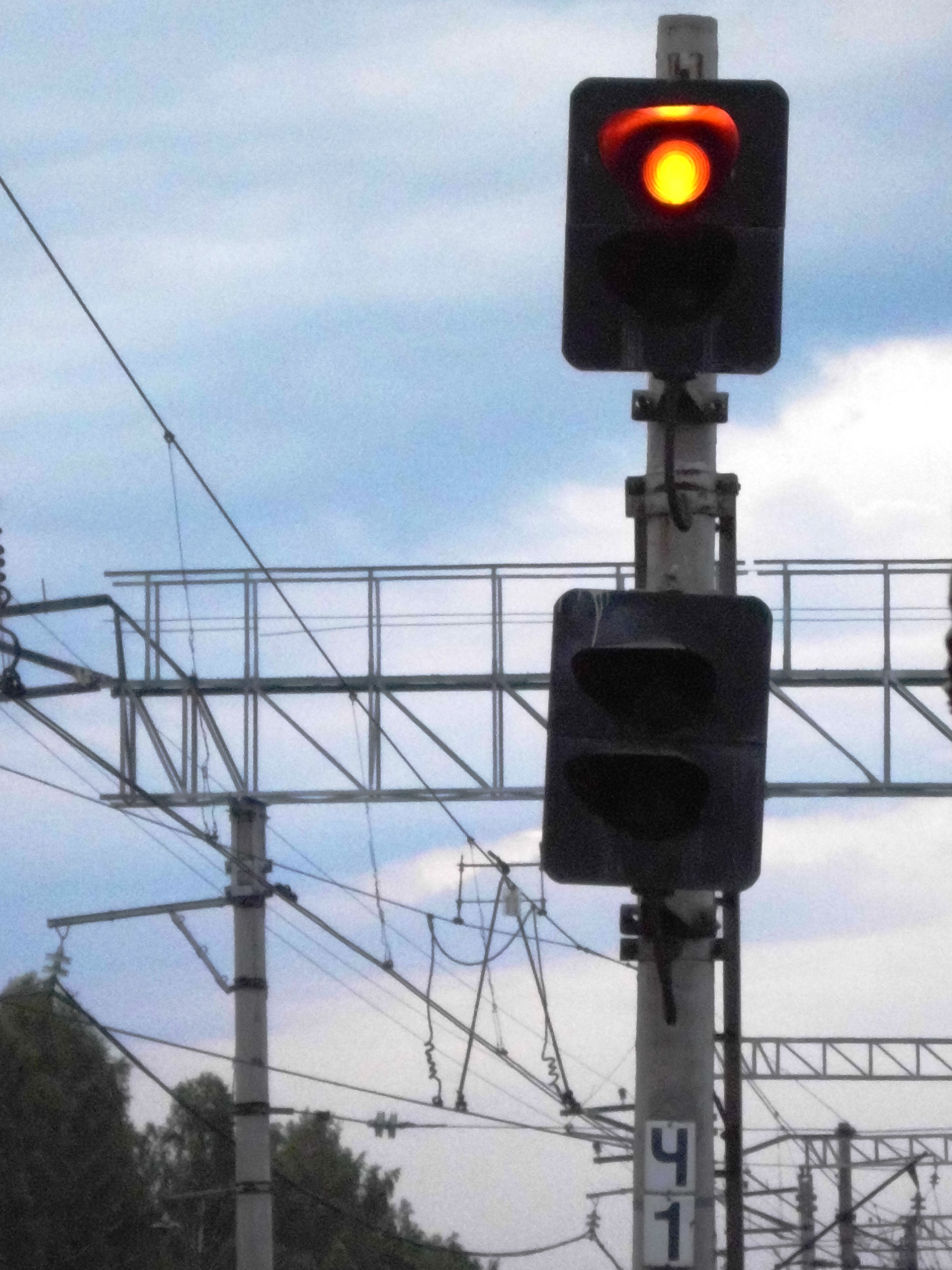
Выходной светофор чётного направления с 1-го пути с включённым жёлтым сигналом
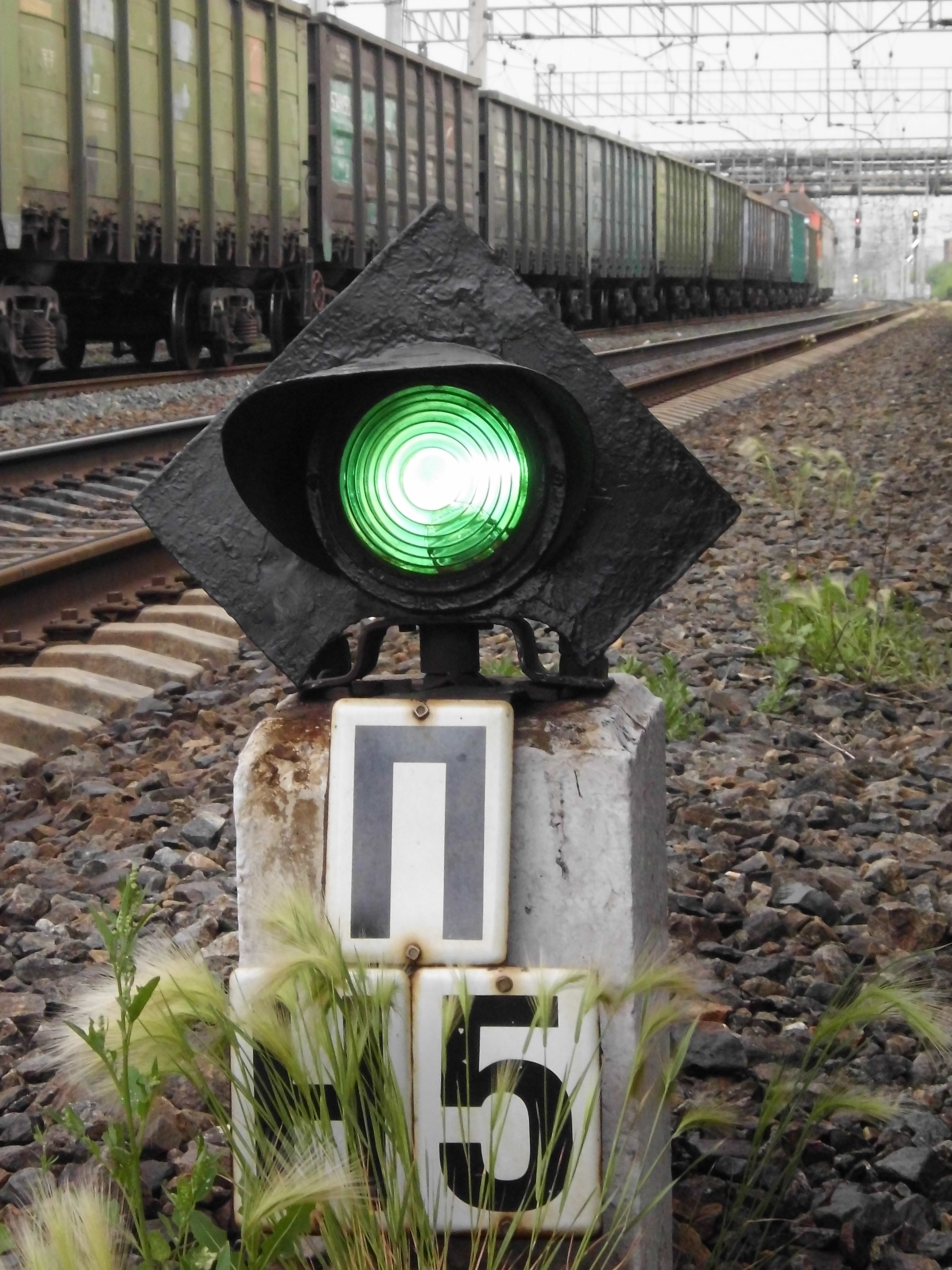
Повторительный предвыходной светофор нечётного направления с 5-го пути  с включённым зелёным сигналом. На дальнем плане с этого же пути жёлтый сигнал на выходном светофоре

## Технические характеристики
Традиционно в светофорах в качестве источника света применялась лампа накаливания, причём из-за требования узкой фокусировки луча нить лампы должна быть короткой, а поэтому обычно применяют низковольтные лампы — 12-вольтовые, весьма похожие на старые лампы фар автомобилей или лампы диапроекторов. Также такие лампы более устойчивы к многократным включениям и выключениям, что важно при мигании, к вибрациям. В России используются двухнитевые лампы: одна нить основная со сроком службы 2000 часов, другая резервная со сроком службы 300 часов, включается управляющей схемой при перегорании основной.
Также в последнее время стали применяться светодиодные светофоры, в первую очередь они устанавливаются на проходных светофорах (на перегонах), где доступ к светофорам осложнён и высокая надёжность светодиодных матриц значительно облегчает эксплуатацию светофоров.
Ламповые светофоры, способные передавать показания разных цветов, конструктивно выполняли чаще всего двух типов: так называемые линзовые и прожекторные.

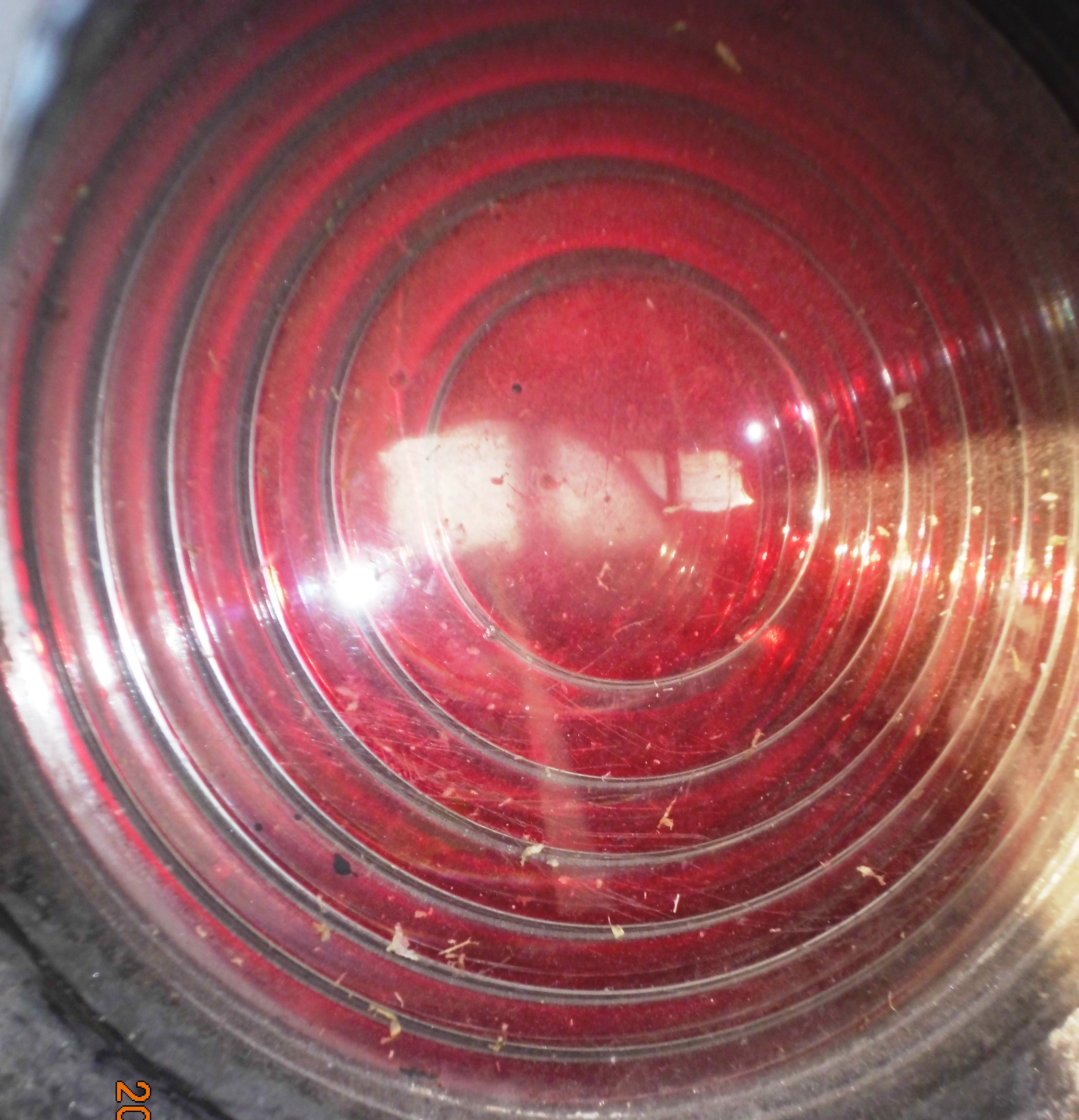
Красный светофильтр в виде линзы Френеля маршрутного светофора

В России, как и в мире в целом, наиболее распространены линзовые светофоры (англ. colorlight signal). Они имеют для каждого отдельного сигнального огня отдельный так называемый комплект, состоящий из патрона с лампой (и часто — системы для настройки фокусировки при установке), и линзового комплекта, состоящего из нескольких линз (обычно ступенчатых (линза Френеля) и выпуклых для возможно лучшего использования светового потока) и светофильтров соответствующего цвета. В России линзовый комплект состоит из внутренней ступенчатой цветной линзы-светофильтра и наружной бесцветной ступенчатой линзы. Основные недостатки такого устройства — относительно низкая экономичность (мощность лампы накаливания там обычно составляет 25 Вт, также встречаются лампы мощностью 15 и 35 Вт) из-за плохого использования светового потока (всего 25-30 %), и также возможность смешения показаний при попадании солнечных лучей в линзовые комплекты (из-за этого невозможно применять зеркала, которые сильно улучшили бы использование светового потока).
Преимущества светодиодов вообще по сравнению с лампами накаливания — экономичность (кроме «белых» светодиодов, как правило), долговечность, надёжность (в том числе за счёт множественности светодиодов в одном сигнальном комплекте), ненужность достаточно дорогих цветных линз или светофильтров, для некоторых цветов (зелёный (изумрудный), отчасти синий) — более яркий, насыщенный цвет, что облегчает восприятие в сложных условиях, особенно в яркий солнечный день, также ночью в ярко освещённом городе и т. п. Недостатки же — опять же, для некоторых цветов — либо наоборот слишком блёклый, но несколько резкий, раздражающий цвет (это характерно для жёлтого), либо — из-за недоступности определённых цветов светодиодов — просто нестандартный, нетрадиционный цвет (это часто для жёлтого и белого цветов — например, есть пример откровенно синего «лунно-белого» света в московском метро). Красный на имеющихся в настоящее время светодиодных светофорах, видимо, по зрительному восприятию существенно не лучше и не хуже традиционного, по красному свету даже довольно трудно отличить светодиодный светофор от лампового.

Также можно считать недостатком то, что светодиоды резко зажигаются и гаснут соответственно тому, как на них подаётся и снимается напряжение: при мигании огня это довольно сильно раздражает членов локомотивной бригады, кроме того, сам вид мигания непривычен, не воспринимается как железнодорожный светофор, в отличие от плавного разгорания и погасания низковольтных ламп. Но при желании этот недостаток легко устраним простейшими электронными схемами.

Существенным недостатком светодиодных светофоров является сложность построения и нетривиальность (по сравнению с ламповыми светофорами) схем контроля горения огней.
В настоящий момент, вследствие того, что замена систем контроля сигнализации, адаптированных под лампы накаливания, не планируется, преимуществ у светодиодных светофоров — нет. Согласно техническим требованиям российских железных дорог уровень потребления светодиодных головок светофора различными методами доводится до уровня ламп накаливания. Высокие требования к безопасности приводят к появлению схем безопасных и, как следствие, ненадёжных, выходящих из строя при малых изменениях параметров компонентов, входящих в схему светофора. Таким образом, на сегодняшний день светодиодные железнодорожные светофоры преимуществ перед ламповыми не имеют, в то же время сохраняя все присущие им недостатки.

## Классификация

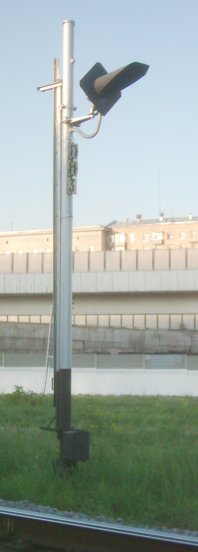
Повторительный светофор в России

### Виды светодиодных светофоров

#### Специфически светодиодные
Похожи на уличные светодиодные светофоры. В них каждый сигнальный комплект представляет собой плоскую матрицу со светодиодами, фокусировка луча происходит для каждого светодиода отдельно встроенной в светодиод линзой. Достоинства такого светофора — очень хорошая устойчивость к разбиванию сигнальных комплектов хулиганами, так как матрица защищена каким-либо прочным прозрачным материалом, резкость и чёткая видимость показаний начиная со средних расстояний — оба достоинства особенно ценны в городе. Также в некоторых случаях (в случае крутых кривых) достоинством является, безусловно, довольно широкий угол видимости — в других случаях это скорее недостаток. Основной же недостаток такой конструкции — безусловно, раздражающий и часто даже слепящий эффект матрицы на близких расстояниях — обратная сторона особо чёткой видимости на средних расстояниях. Это зависит не только и не столько от числа светодиодов и суммарной яркости луча, сколько от диаметра линзы и соответственно яркости видимого диска каждого светодиода — при увеличении диаметра линз вплоть до их смыкания между собой этот нежелательный эффект исчезает.

#### Линзовые
Подобны ламповым линзовым светофорам, и отличаются от них принципиально только тем, что все их линзы бесцветны. Это могут быть как специально разработанные линзовые комплекты для светодиодов, так и обычные ламповые линзовые светофоры, в которых вместо лампы установлен замещающий светодиодный комплект, испускающий в целом свет в широкий сектор, покрывающий всю площадь линзы, а вместо цветной линзы — бесцветная. Такие светофоры от ламповых отличаются только оттенком цвета, характером мигания и в некоторой степени — углом расхождения луча — из-за отличия эффективных размеров собственно источника света.
Такой светофор, конечно, не отличается от лампового стойкостью к вандализму, но весьма экономичен и практически не требует обслуживания, кроме мытья загрязнённых и запылённых линз (в то время как срок службы постоянно горящих ламп в светофорах всего около 2000 ч).

### Расположение
По расположению светофоры различают мачтовые, то есть имеющие собственную мачту, подвесные или консольные, то есть установленные на какой-либо конструкции над путями, карликовые, то есть расположенные на небольшой высоте над землёй, как правило, на бетонном блоке или низком столбике, а также тоннельные, закреплённые на стене тоннеля. Изредка встречаются и какие-либо особые способы крепления светофоров. Карликовые светофоры дешевле, а также из-за своих габаритов требуют меньшего расстояния между путями, что позволяет часто выиграть несколько метров в длинах путей. Но в целом принято считать, что они обладают несколько худшей видимостью, могут быть перекрыты ходящими по путям людьми, заметены снегом и так далее. Однако при прохождении железной дороги в освещённой городской застройке ночью часто как раз высоко расположенные светофоры оказываются хуже видимыми.

### Форма щита

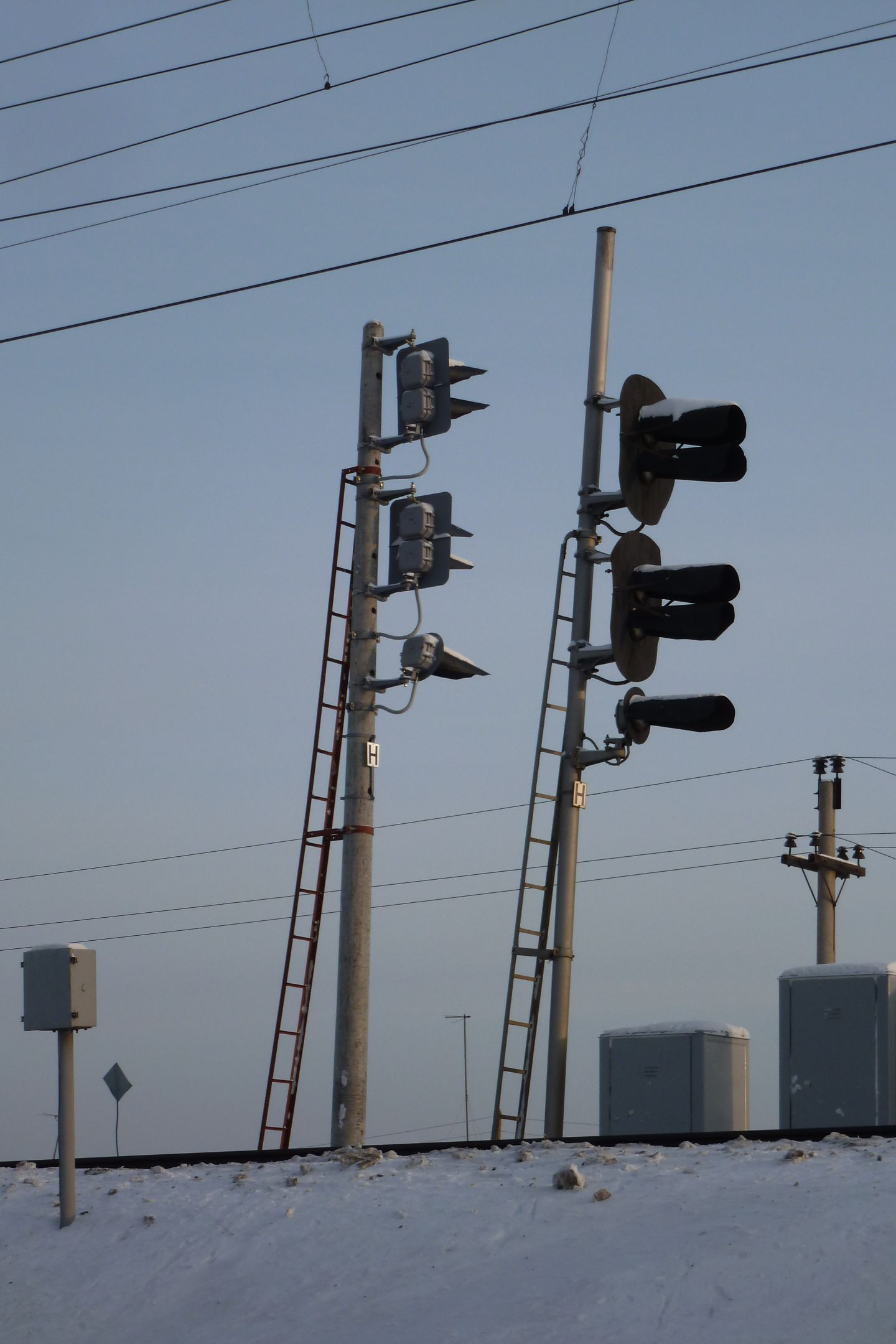
Входные светофоры с головками старого типа (с округлыми щитами) и нового (с прямоугольными).

Характерной чертой железнодорожных светофоров (кроме большинства стеснённых негабаритами карликовых и тоннельных) является наличие очень больших по сравнению с диаметром огней фоновых щитов, практически всегда чёрных, иногда с каймой иного цвета. Часто форма щита каким-либо образом указывает на тип светофора или особенности его значения. Также для таких целей часто используется раскраска мачты. В России формой щита (ромб или квадрат, повёрнутый диагональю вертикально, в отличие от щитов другой формы — круглых, прямоугольных, овальных) отличаются только повторительные и заградительные светофоры, причём последние также отличаются чёрно-белой спирально-полосатой окраской мачты. Также для линзовых светофоров России, а в ещё большей степени для советских линзовых светофоров до 1980-х годов выпуска характерны весьма длинные козырьки над каждым линзовым комплектом.

### Назначение

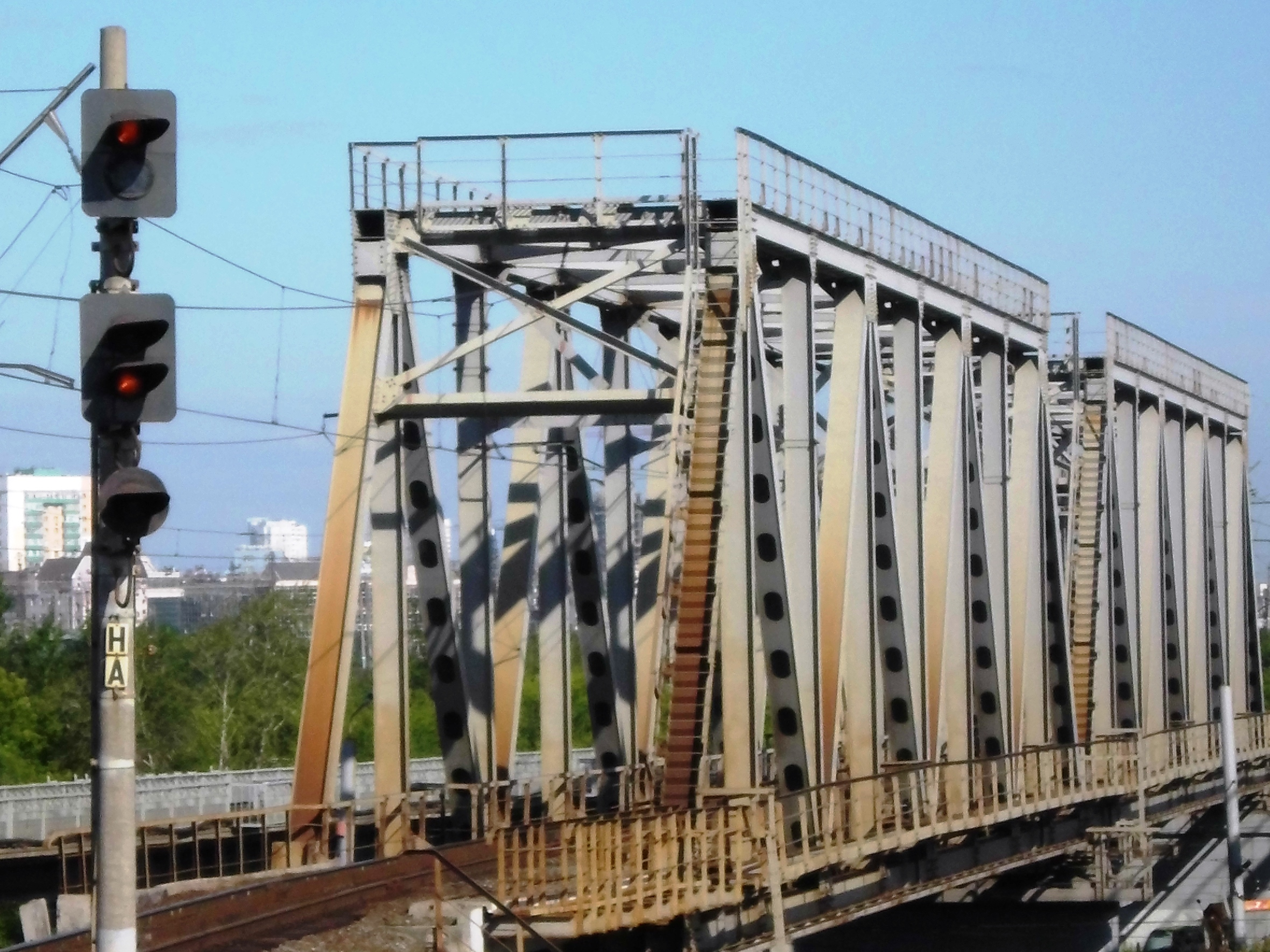
Предупредительный предвходной светофор нечётного направления на горочный парк «А» станции (включены жёлтый и жёлтый мигающий) с пригласительным сигналом (нижний круглый лунно-белый, не включён) перед двухпролётным путепроводом над автомобильной дорогой

По назначению различают несколько видов светофоров, при этом функционально некоторые из них могут совмещаться в одном светофоре:
поездные
- входные
- выходные
- маршрутные
- предвходные
- проходные
- прикрытия
- предупредительные
- повторительные
- заградительные

маневровые
горочные
- основные
- повторительные

въездные/выездные
технологические
локомотивные

## Сигналы светофоров на железных дорогахСССР

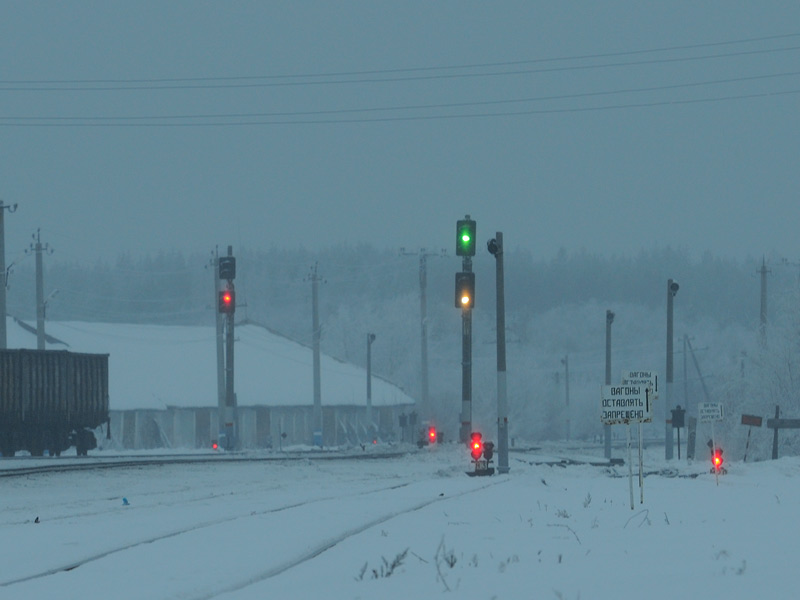
Выходной светофор на участке с АЛСО, показывающий зелёный и лунно-белый огни

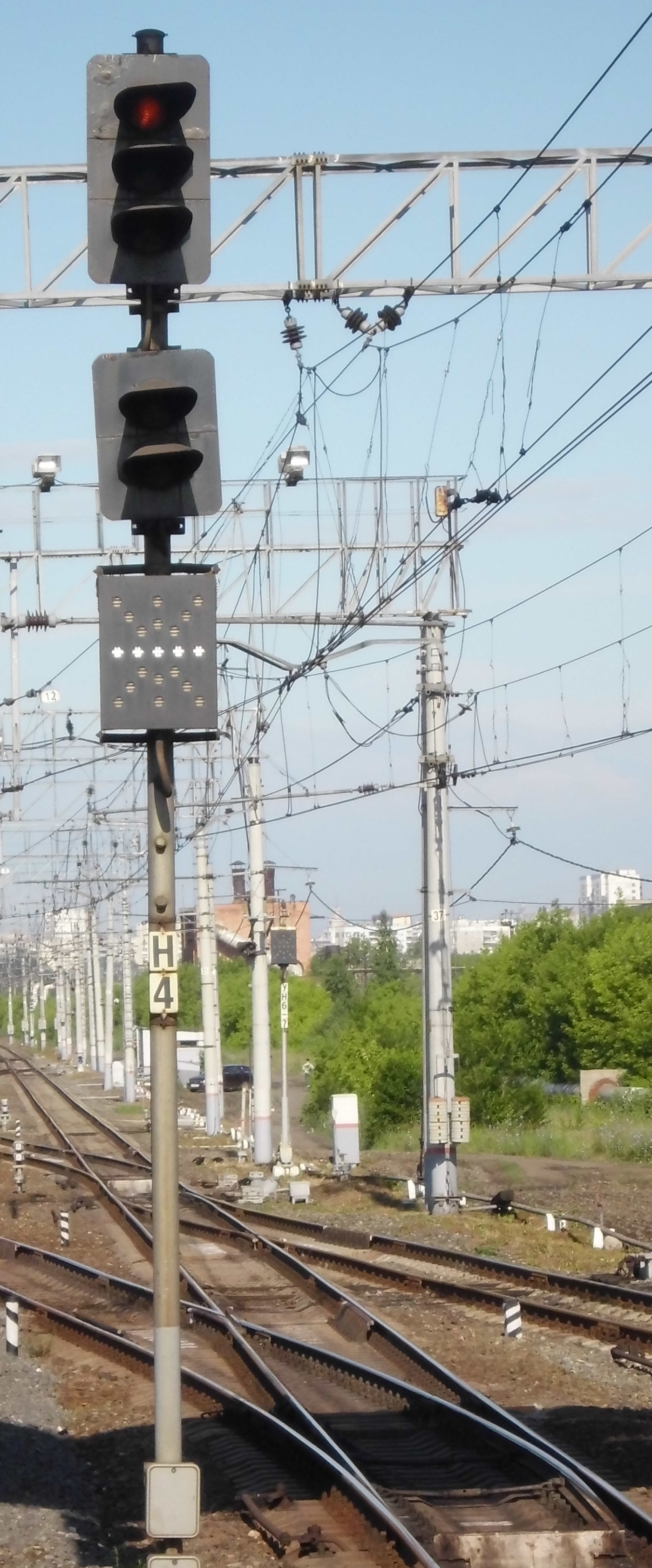
Выходной светофор с маршрутным указателем направления. Включены жёлтый сигнал светофора и направление на маршрутном указателе

- Зелёный — разрешается движение с установленной скоростью, следующий светофор открыт. При трёхзначной автоблокировке означает свободность двух и более блок-участков, при четырёхзначной — трёх и более.
- Жёлтый — разрешается движение с готовностью остановиться (впереди свободен один БУ), следующий светофор закрыт (локомотивные устройства при использовании АЛСН допускают движение после проследования жёлтого огня со скоростью не более 50–60 км/ч — в зависимости от местных инструкций).
- Красный — проезд запрещён.
- Лунно-белый мигающий — пригласительный сигнал, позволяет поезду проследовать светофор с красным запрещающим сигналом (или с погашенными вследствие неисправности огнями) и следовать со скоростью не более 20 км/ч до выходного светофора (а при его отсутствии — до предельного столбика) с особой бдительностью и готовностью остановиться в случае возникновения препятствия для дальнейшего движения. Применяется в основном на входных светофорах, но может использоваться также на маршрутных и выходных. Отправление поезда по выходному пригласительному сигналу при автоблокировке производится по правильному пути двухпутного перегона.
- Жёлтый с зелёным — применяется при четырёхзначной АБ, промежуточное показание между зелёным и жёлтым, означает свободность впереди двух блок-участков.
- Два жёлтых (ЖЖ) — разрешается движение с уменьшенной скоростью с отклонением по стрелочному переводу, следующий светофор закрыт (красный).
- Три жёлтых — используется в особых случаях, предназначен для моторвагонных поездов, одиночных локомотивов и специального подвижного состава (мотовозов, автодрезин). Разрешается следовать на боковой путь станции со скоростью не более 20 км/ч до маршрутного светофора с красным огнём.
- Два жёлтых, из них верхний мигающий (ЖмЖ) — разрешается движение с уменьшенной скоростью с отклонением по стрелочному переводу, следующий светофор открыт.
- Жёлтый мигающий — разрешается движение с установленной скоростью, следующий светофор открыт и сигнализирует об отклонении по стрелочному переводу (но требует проследования с уменьшенной скоростью).
- Зелёный мигающий — разрешается движение с установленной скоростью, следующий светофор открыт и сигнализирует об отклонении по стрелочному переводу, при этом поезд должен проследовать его со скоростью не более 80 км/ч.
- Зелёный мигающий, жёлтый и зелёная светящаяся полоса (ЗСП) («ёлочка»)-разрешается следование со скоростью до 80 км/ч с отклонением по стрелочному переводу с пологой крестовиной марки 1/18, следующий светофор открыт.
- ЖмЖ и ЗСП — разрешается следование со скоростью до 80 км/ч, следующий светофор требует проследования его с уменьшенной скоростью (ЖЖ или ЖмЖ).
- ЖЖ и ЗСП — разрешается следование со скоростью до 60 км/ч и готовностью остановиться, следующий светофор закрыт.

Встречаются участки, где на перегонах отсутствуют проходные светофоры и как средство сигнализации используется Автоматическая локомотивная сигнализация (в этом случае она называется АЛСО). Выходными светофорами на таких участках подаются сигналы:
- Зелёный и лунно-белый — впереди свободны два или более БУ.
- Жёлтый и лунно-белый — впереди свободен один БУ.
- Жёлтый мигающий и лунно-белый — применяется на двухпутных участках, где один из путей не оборудован автоблокировкой. Позволяет поезду отправиться со станции со скоростью до 40 км/ч и далее следовать по неправильному пути по показаниям локомотивного светофора.

Маневровая работа регулируется одноимённым видом светофоров:
- Лунно-белый — разрешается производить манёвры.
- Синий — запрещается производить манёвры (данный сигнал может заменяться красным огнём).

На сортировочных горках используются горочные светофоры, регулирующие роспуск вагонов с горки. Они подают следующие сигналы:
- Зелёный — разрешён роспуск с установленной скоростью.
- Жёлтый — с уменьшенной скоростью.
- Жёлтый с зелёным — с промежуточной скоростью.
- Лунно-белый — локомотив, осуществляющий роспуск, после его завершения может проследовать через горб горки в подгорочный парк для проведения манёвров на его путях.
- Красный — роспуск вагонов запрещён. Данный сигнал иногда дополняется белой буквой «Н» на световом указателе (которая может гореть и при погашенных огнях), означающей, что машинист должен осадить вагоны с горки назад.

## Сигналы маршрутных светофоров, в зависимости от места их установки
- Один зелёный огонь — «Разрешается движение с установленной скоростью; следующий светофор (маршрутный или выходной) открыт».
- Один жёлтый огонь — «Разрешается движение с готовностью остановиться; следующий светофор (маршрутный или выходной) закрыт».
- Один красный огонь — «Стой! Запрещается проезжать».
- Один жёлтый мигающий огонь — «Разрешается проследование светофора с установленной скоростью; следующий светофор (маршрутный или выходной) открыт и требует проследования его с уменьшенной скоростью».
- Два жёлтых огня, из них верхний — мигающий — «Разрешается проследование светофора с уменьшенной скоростью; поезд следует на боковой путь; следующий светофор (маршрутный или выходной) открыт».
- Два жёлтых огня — «Разрешается проследование светофора с уменьшенной скоростью и готовностью остановиться на станции; поезд следует на боковой путь; следующий светофор закрыт».